# Ortilia sejona
Ortilia sejona är en fjärilsart som beskrevs av William Schaus 1902. Ortilia sejona ingår i släktet Ortilia och familjen praktfjärilar. Inga underarter finns listade i Catalogue of Life.